# 園基隆
園 基隆（その もとたか、正和3年（1314年） - 応安7年（1374年）5月7日）は、鎌倉時代後期から室町時代前期にかけての公卿。初名は園基宣。

## 官歴
- 正中元年（1324年）：従五位上
- 嘉暦元年（1326年）：出雲守
- 嘉暦2年（1327年）：正五位下、右兵衛佐
- 元徳2年（1330年）：左少将
- 元弘元年（1331年）：従四位下,、右少将
- 元弘3年（1333年）：播磨守
- 建武2年（1335年）：従四位上
- 建武5年（1338年）：右中将
- 暦応2年（1339年）：正四位下
- 康永2年（1343年）：蔵人頭
- 康永3年（1344年）：従三位、参議
- 貞和2年（1346年）：信濃権守
- 貞和5年（1349年）：右兵衛督
- 延文3年（1358年）：右衛門督
- 延文4年（1359年）：正三位、権中納言
- 延文5年（1360年）：踏歌外弁
- 貞治3年（1364年）：従二位
- 貞治6年（1367年）：正二位

## 系譜
- 父：園基成
- 子：園基光